# Wanguru
Wanguru (zwane też Mwea) – miasto w Kenii, w hrabstwie Kirinyaga. Jedno z najszybciej rozwijających się miast w hrabstwie. Liczy 51,7 tys. mieszkańców. Program nawadniania Mwea wytwarza ponad 50% całej produkcji ryżu w Kenii, co czyni miasto ważnym centrum handlowym. Miasto jest wypełnione licznymi sklepami i kilkoma młynami ryżowymi co zapewnia działalność gospodarczą przez cały rok.